# Famille Benveniste
Pour les articles homonymes, voir Benveniste.
Cette page explique l’histoire ou répertorie les différents membres de la famille Benveniste.
La famille Benveniste (hébreu : בנבניסטי) est une ancienne famille juive, originaire de Narbonne. Au cours des siècles, ses nombreux membres essaiment à travers l'Espagne et la Provence, ainsi qu'en Orient. Au XIXe siècle, on les retrouve également en Bulgarie, en Serbie et à Vienne.
Selon Heinrich Graetz, la forme « Benvenist » du nom est originaire de Catalogne et « Benveniste » est la forme castillane.

## Membres connus de la famille Benveniste

### XIIesiècle
- Joseph ben Benveniste de Montpellier est probablement le fondateur de la lignée. Petit-fils de Zerahia Gerondi, il est aussi le grand-père de Pïnhas et Aaron Halevi
- Salomon Benveniste l'Ancien, éminent érudit de Narbonne au milieu du XIIe siècle
- Isaac (Zag) Benveniste, fils de Joseph, chef communautaire important de la communauté d'Aragon.
- Sheshet Benveniste (nassi) qui est peut-être le fils du précédent. Chef communautaire de Narbonne, il s'illustre dans le camp des partisans de Maïmonide en répondant cavalièrement à la lettre de Meïr Aboulafia.

### XIIIesiècle
- Isaac Benveniste, neveu de Pinhas et Aaron Halevi ; il est peut-être l'auteur d'un traité rituel, intitulé Likkoutei HaDinim (« Collection de Lois »), contenant 118 décisions brièvement rédigées, existant encore en manuscrit.

### XIVesiècle
- Samuel Benveniste (ou ben Benveniste), médecin de cour qui vit à Tarragone en 1322 et exerce à Aragon en 1356, en même temps que Maestro Leon Medico, Maestro Mose Medico et Maestro Yuçef Avendagot (celui-ci étant identique à Yosseph haRofe ibn Abu Ayyub), au service de Don Manuel, le frère du roi Pierre d'Aragon. Il aurait traduit en hébreu, sous le titre de Menahem Meshiv Nafshi, le De Consolatione Philosophæ de Boèce, un ouvrage fort lu par les érudits chrétiens au Moyen Âge, mais rien n'est connu du devenir de ce manuscrit. Il a aussi traduit en hébreu le traité sur l'asthme de Maïmonide sur base d'un exemplaire latin. 
Il s'agit peut-être de celui que Profiat Duran qualifie d'« excellent grammairien », et dont il se serait inspiré pour composer son Maasse Efod. L'ouvrage de Samuel, vraisemblablement critique vis-à-vis du Mikhlol de David Kimhi, est cependant inconnu.

### XVesiècle
- Abraham Benveniste (XVe siècle), fils d'Isaac Benveniste, rabbin de la cour et homme d'État espagnol au service de Juan II.
- Vidal Benveniste est peut-être un frère du précédent ; il a vécu en Aragon au début du XVe siècle. Il est l'auteur du poème Melitzat 'Efer veDinah, une allégorie sur le plaisir composée comme divertissement pour la fête de Pourim. Ce poème a été publié avec des midrashim à Constantinople en 1516 et à Rimini en 1525.
- Un autre Vidal Benveniste a vécu à Saragosse au XVe siècle. Il est élu par les notables des communautés d'Aragon comme orateur en chef lors de la dispute de Tortosa qui s'est tenue en 1414, du fait de sa bonne connaissance du latin et de sa réputation de sage[1]. La réfutation aux arguments en faveur de la messianité de Jésus de Nazareth, intitulée Kodesh HaKodashim, existe encore en manuscrit. Il n'est pas identique à Don Ferrer de Gerona ni (en) Vidal ben Labi de la Caballeria, ainsi que l'ont cru certains.
- Joseph Benveniste, fils d'Abraham Benveniste ; il a vécu en Castille vers 1450 et aurait été, aux dires d'Abraham Zacuto, un philanthrope et mécène de nombreux scientifiques juifs.
- Vidal ben Joseph Benveniste, fils aîné du précédent. Il est, comme son père, un promoteur des scientifiques juifs.
- Abraham Benveniste l'Ancien (né en 1433), frère du précédent. Appelé l'Ancien pour le distinguer de son petit-fils qui est comme lui un érudit espagnol de renom, il est né à Soria ; Joseph Albo a fait un discours à l'occasion de sa circoncision. Il étudie la Torah avec son frère aîné Vidal et soutient plusieurs savants juifs par ses dons.
- Juda ben Joseph Benveniste, frère des précédents. Il immigre avec Samuel Franco et d'autres exilés espagnols à Salonique où il joue un rôle éminent dans la fondation de la communauté séfarade[2]. Il parvient à conserver une importante partie de son patrimoine financier, ce qui lui permet de constituer une importante collection de livres. Plusieurs copistes professionnels copient continuellement la Michna, le Talmud et d'autres travaux à sa maison qui devient le centre d'érudition pour les exilés. De nombreux savants, dont Jacob ibn Habib, en feront bon usage.

### XVIesiècle
- David Benveniste, rabbin à Salonique en 1550, est mentionné comme un éminent savant par ses contemporains
- Francisco Mendes (Tzemah Benveniste en hébreu), qui épousera Gracia Nassi, et propriétaire d'une des plus grandes banques du monde, la Banque Mendès[3], originellement appelée Herdeiros de Francisco e Diogo Mendes[4]. Avec son frère Diogo Mendes, il participera à l'éducation de leur neveu Joseph Nassi[5]. Une lettre de Jean III de Portugal montre qu'il prit le nom de Mendes à la suite de sa conversion[6].

### XVIIesiècle

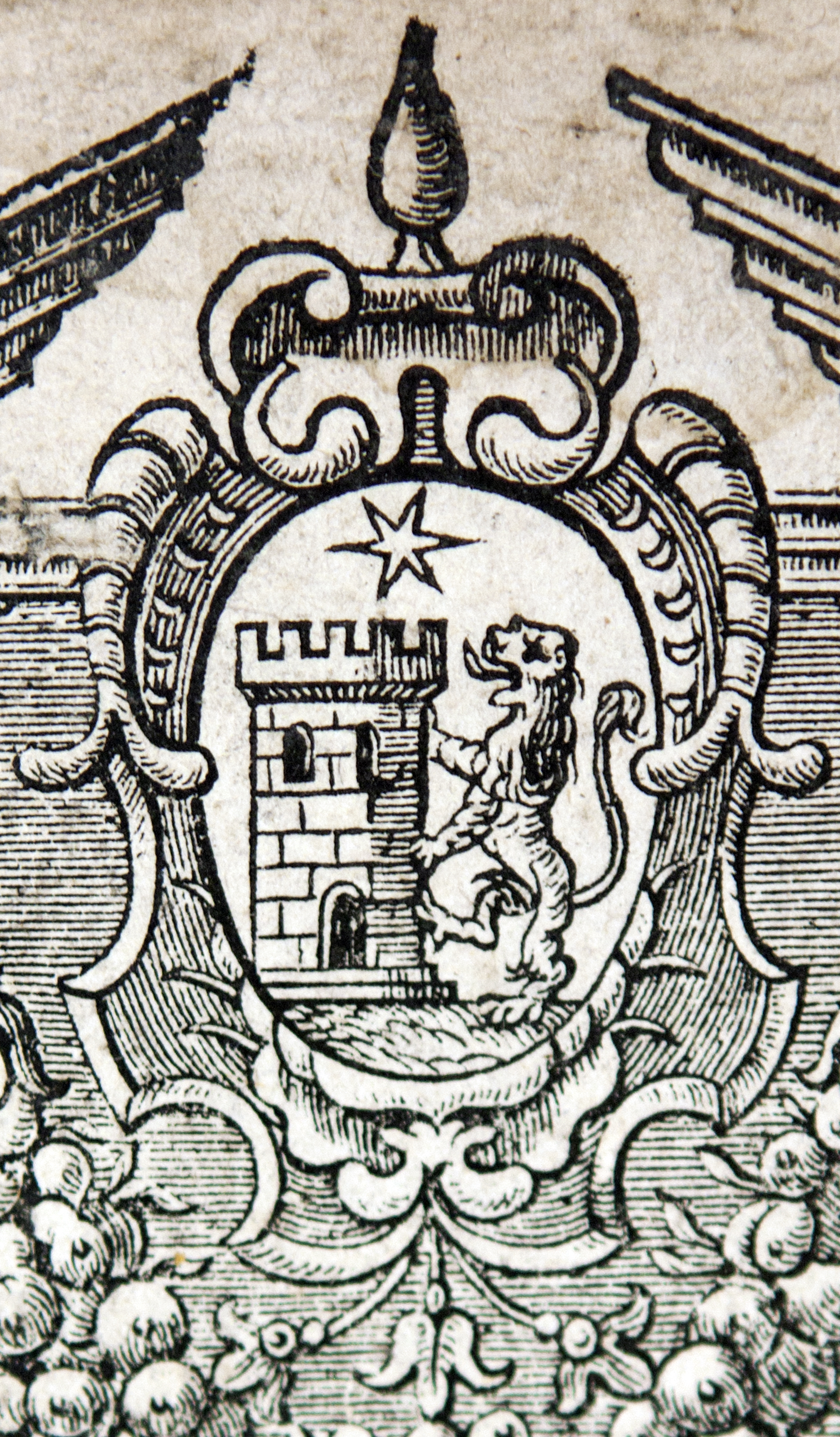
Sceau d'Immanuel Benveniste

- Sceau d'Immanuel BenvenisteImmanuel Benveniste (mort en 1660), imprimeur et éditeur à Amsterdam de 1640 à 1660. Il a publié plusieurs livres de prières, des ouvrages plus volumineux comme l’Aroukh, le Choulhan Aroukh, le Sh'ne Louhot HaBrit, et une édition complète du Talmud. Il doit vendre cette dernière, faute d'acheteurs, peu après la publication. Il forme également des imprimeurs célèbres, parmi lesquels Juda Gumpel, Samuel Levi et Ouri Phœbus Levi. En un certain sens, la célébrité des presses hébraïques à Amsterdam doivent beaucoup à l'influence de Benveniste. Plusieurs des livres qu'il a édités sont connus par les marges de ses pages de titre ou par son sigle, figurant une étoile, un lion et un château.
- Meïr ben Samuel Benveniste le Correcteur, érudit vivant à Salonique où il achève, en 1559, son livre Ot Emet (La Lettre de Vérité), contenant des corrections au texte du Sifra, du Sifre, de la Mekhilta, du Midrash Rabba etc. Il a également composé un livre de prières selon le rite séfarade cinq ans plus tard.
- Juda Benveniste, rabbin de Salonique, disciple d'Asher ha-Kohen ben Ardot et contemporain de David Conforte (c. 1618-c. 1685).
- Hayyim ben Israël Benveniste (1603 - 1703), autorité rabbinique turque, adhérent puis opposant à Sabbataï Tzvi
- Yehoshoua ben Israël Benveniste, frère du précédent, et disciple comme lui de Joseph di Trani. Rabbin et médecin à Constantinople, en 1660, il est l'auteur de plusieurs ouvrages rabbiniques.
- Moshe ben Nissim Benveniste, contemporain des précédents avec lesquels il était en correspondance. Petit-fils d'Abraham ben Hananya, il est rabbin à Constantinople, où il vit en 1671.
Il a publié Penei Moshe (« Face de Moïse »), un recueil de responsa sur les codes rituels en trois parties (Constantinople, 1671-1719). Son livre Rav Leshonot (« Nombreuses Langues ») a été perdu.
- Israël ben Eliezer Benveniste (mort en 1677), parent des précédents ; il est l'auteur de Bet Israël (« Maison d'Israël »), une collection de sermons et oraisons funèbres, édités par son fils.

### XXesiècle
- Claire Blanche-Benveniste, linguiste française (1935-2010).
- Émile Benveniste est un philologue et un linguiste français (Alep, 27 mai 1902 - Paris le 3 octobre 1976), qui s'est illustré par ses travaux dans le domaine de la grammaire comparée des langues indo-européennes, ainsi qu'en linguistique générale et en linguistique historique.
- Jacques Benveniste est un immunologiste français (12 mars 1935 - 3 octobre 2004), connu du grand public pour avoir publié en 1988 des travaux de recherche sur la mémoire de l'eau donnant naissance à une controverse.

## Pour approfondir